# Hyperolius lamottei
Hyperolius lamottei és una espècie de granota de la família dels hiperòlids que viu a Guinea, Costa d'Ivori, Libèria, Senegal, Sierra Leona i, possiblement també, a Guinea Bissau.
Està amenaçada d'extinció per la pèrdua del seu hàbitat natural.